# Prasin
Prasin un nom de couleur d'emploi rare désignant une nuance de vert clair.
En grec ancien πρασώδης (prasodis, de πρασών, prason, « poireau », ou πρασιον, prasion, « vert-de-gris ») est utilisé pour décrire entre autres une variété d'émeraude, ce qui n'a pas échappé à Rabelais, qui invente un pourceau qui avait « les oreilles vertes comme une émeraude prasine ».
Prasin et vert émeraude constituent donc des alternatives distinguées à vert poireau.
En héraldique, l'émail sinople, de couleur verte, a été aussi nommé prasine : « La Compagnie des soldats « Ordinis Augustei » […] portaient en leur escu blanc ou d'argent un Chat couleur de prasine, qui est de sinople ou, à mieux dire, de vert de mer. »
Dans des nuanciers modernes, on trouve fil prasin, vert prasin n°12.